# Estilbita
Estilbita es el nombre de una serie de minerales de la clase de los tectosilicatos y del llamado “grupo de las zeolitas”. Es conocida desde hace siglos y hasta 1997 era considerado como un único mineral, pero en esa fecha la Asociación Mineralógica Internacional pasó a considerar el término como una serie entre los dos minerales siguientes:
- Estilbita-Ca: de fórmula NaCa4(Si27Al9)O72·28H2O.
- Estilbita-Na: de fórmula Na9(Si27Al9)O72·28H2O.

La estilbita fue descubierta en 1756 por Axel Fredrik Cronstedt y descrita en 1796 por René Just Haüy. Su nombre procede del griego stilbe -lustre-, en alusión a su brillo perlado-vítreo en los planos de exfoliación.

## Características químicas
Son aluminosilicatos hidratados de sodio y calcio. Estructuralmente son tectosilicatos del grupo de las zeolitas, químicamente similares a la stellerita (Ca4(Si28Al8)O72·28H2O), pero esta última es del sistema cristalino ortorrómbico mientras que la estilbita-Ca y la estilbita-Na son del monoclínico.
Es una serie de solución sólida, en la que la sustitución gradual del calcio por sodio va dando los distintos minerales de la serie.
Además de los elementos de su fórmula, suele llevar como impureza potasio.

## Formación y yacimientos
Son minerales de formación hidrotermal de baja temperatura, que aparecen rellenando cavidades y amígdalas en roca basalto, en andesita y varias rocas metamórficas. También puede encontrarse como agente cementante en algunas areniscas y conglomerados.
Suele encontrarse asociado a otros minerales como: otras zeolitas, prehnita, calcita o cuarzo.